# علي مهيب
على مهيب  هو الرائد والأب الروحى للرسوم المتحركة المصرية والعربية . ولد في محافظة السويس (26 مارس 1935)، ورحل في (26 سبتمبر 2010) محافظة القاهرة. ولد وسط سبعة من الأخوة والأخوات وكان الخامس بينهم، وفي سن الثمانية أعوام عرف أن ولادته كانت متعسرة وأنه كان يمكن التضحية به لإنقاذ الأم. فقرر وهو في تلك السن المبكرة أنه لم يخلق عبثاً وأن عليه أن يثبت لكل من يعرفه أن هناك فرقاً بين وجوده من عدمه. وبالفعل أصبح في مقتبل أيامه عونا كبيراً لكل أفراد أسرته الصغيرة، وفخراً لأسرته الكبيرة، ولبلده الحبيبة مصر. تخرج من كلية الفنون الجميلة بالقاهرة عام 1955 م بتقدير أمتياز، ثم التحق بكلية التربية الفنية ليتخرج منها أيضا بأمتياز عام 1957 م. وقد تتلمذ على يد أقطاب الفن التشكيلى المصري مثل رائد فن الحفر الفنان الحسين فوزى، ود. يوسف سيده، وزامل كثير من أعلام هذا الفن الجميل مثل : شادى عبد السلام - مصطفى حسين - حسن حاكم - د. سامى رافع - عبد الحليم البرجينى، يوسف فرنسيس وغيرهم من الفنانين المصريين المتميزين.
- عين مدرساً للفنون بالإسكندرية حيث عايش ورسم البيئة الشعبية المصرية بكل ما فيها من أشكال وأنماط وشخصيات حفرت في ذاكرته لتشكل هويته المصرية الصميمة، حتى عين معيداً بكلية الفنون الجميلة عام 1959 م.
- بطل مصر الدولي في رياضة الغطس لأكثر من سبع سنوات متتالية، وحصل على كثير من الميداليات والكؤوس المحلية والدولية، وهو أول رياضى يجلب لمصر الميدالية الذهبية في رياضة الغطس، بجانب الميداليتين الفضية والبرونزية في دورة العاب البحر الأبيض المتوسط - بيروت عام 1959 م، لهذا لقب بأسطورة الغطس المصرية.

وفي نفس الوقت كان يعمل رساما صحفيا في مؤسسة دار الهلال للنشر حتى تدرج ليصل إلى مرتبة السكرتير الفنى.
- فيما بين عامى 1958 – 1959 قام الفنان على مهيب بمعاونة أخيه الفنان حسام مهيب حسام الدين مهيب (1930 - 1996)، بعمل تجاربه الفيلمية بالرسوم المتحركة على نفقته الخاصة، وكان نجاح هذه التجارب سببا في اختيار كل من المهندس صلاح عامر ووزير إعلام ذلك الوقت د. عبد القادر حاتم للأخوان مهيب كى يؤسسا ويرأسا إدارة الرسوم المتحركة بتليفزيون الجمهورية العربية المتحدة عند نشأة مبنى التليفزيون بالقاهرة عام 1961 م.
- تدرب على يد الفنانان على مهيب وحسام مهيب أجيال من فنانى الرسوم المتحركة بالتليفزيون الذين أصبحوا أساتذة الرسوم المتحركة المصرية فيما بعد، مثل : محمد حسيب – نصحي إسكندر – رضا جبران – عادل أنور – حسن عنبر - رؤوف عبد الحميد - فهمي عبد الحميد – أحمد سـعد - والفنانتان فايزه حسين – شويكار خليفة. وبعد عدد من الأعمال التليفزيونية الناجحة، مثل مقدمات البرامج الشهيرة (نافذة حول العالم)(خمس خمسات)(أمس واليوم)(حكاية سبعمائة مصنع)(ناس فوق وناس تحت) ثم (فوازير رمضان للقناة الأولى والثانية) قاما الأخوان مهيب بعمل فيلم الخط الأبيض بطولة الفنانة نيللى والمطرب الممثل ماهر العطار ومن إنتاج التلفزيون المصري، وحصل على الجائزة الذهبية من مهرجان الإسكندرية الدولي في ربيع عام 1963 م.
- بعد نكسة 1967 م تغيرت الظروف الإنتاجية بالتليفزيون المصري فلم يستطيعا الأخوان مهيب القيام بأعمال مشابهة لـفيلم الخط الأبيض، لم يكن حلمهما أن يتدرجا وظيفياً ليرأسا أحد القنوات أو حتى يرأسا مبنى التليفزيون، ولكن عشقهما الحقيقى كان لفن الرسوم المتحركة، لهذا قررا الأخوان مهيب الاستقالة من التليفزيون حتى يتفرغا لتأسيس ستوديو مهيب الخاص بهما عام 1966 م، ليصبح أول ستوديو للرسوم المتحركة في مصر والشرق الأوسط. وقد اختص الفنان على مهيب بالرسم والجانب التشكيلى والإخراج أما الفنان حسام مهيب فقد اختص بالقيام بأعمال الإدارة، والتصوير (تصوير الرسوم والسينما)، وقد أدخلا بالأستوديو أول كاميرا سينمائية في مصر تدار بالكمبيوتر عام 1980 م. هذه الكاميرا تستخدم تقنية تعدد مستويات الصورة الهوائية (Arial image) لتصوير الرسوم المتحركة والدمج بينها وبين الأفلام السينمائية في صورة واحدة، كذلك تنفيذ المؤثرات السينمائية الخاصة. وقد تبرع الفنان على مهيب بهذه الكاميرا لطلبة قسم الرسوم المتحركة، بـ المعهد العالى للسينما، بـ أكاديمية الفنون المصرية عام 2008 م.
- كانت الوكالة الإعلانية التي تستقطب الأخوان مهيب لتنفيذ إعلانها تضمن بالتبعية كامل الحملة الإعلانية من الشركة المعلنة مثل (التليفزيون - السينما - الإذاعة - المطبوعات والملصقات - اللوحات الإعلانية في الشوارع والميادين)، لذا احتكرت وكالة الأهرام للإعلان أعمال الأخوان مهيب وعينتهما مستشاران فنيان لوكالة الأهرام للإعلان بـجريدة الأهرام.
- قدم ستوديو مهيب لفن الرسوم المتحركة المصري والعربي - خلال نصف قرن من الزمن - مئات من الأعمال وصلت إلى أكثر من 1800 عمل ما بين الأفلام القصيرة والإعلان والأفلام الإرشادية، كل عمل منهم كان يشكل تجربة فنية مختلفة تميزه عن الأخر. من بينهم فيلم سويس 73. لم يكن هناك - في ذلك الوقت - عدد القنوات الفضائية ولا القدرات الإنتاجية لمسلسلات الرسوم المتحركة مثل اليوم، لذا كان الإعلان بمثابة الراعى الرسمى لفن الرسوم المتحركة المصري في الفترة ما بين الستينيات إلى وسط الثمانينيات من القرن العشرين. تعاونا الأخوان مهيب مع كبار الملحنين مثل :  عبد العزيز محمود  و سيد مكاوي  و حلمي بكر  و محمد نوح  و هاني شنودة  و عمار الشريعي  و عبد الرحمن المصري. كذلك تعاونا مع عدد من الكتاب والشعراء مثل : الشاعر الغنائى عبد الوهاب محمد، صلاح جاهين، والزجال محمد عبد المنعم (أبو يثية)، وكان أكثرهم غزارة في في الكتابة لاعمال ستوديو مهيب الفنان أحمد كامل عوض الكاتب الصحفى بجريدة الأهرام.
- بعد عام من إنشاء ستوديو مهيب، دفع الفنان  على مهيب  بتجربته الفنية في الرسوم المتحركة إلى الإطار الأكاديمى، حيث قام بتدريس مادة الرسوم المتحركة بقسم الحفر (الجرافيك حالياً) بكلية الفنون الجميلة بالزمالك عام 1967 م، وبازدياد إقبال الطلبة تحولت المادة إلى مناهج دراسية متخصصة. وتخرج منها عديد من أساتذة مجال الرسوم المتحركة مثل : ستالين الرملي و د. محمد جلال  و د. منى أبو النصر  وغيرهم الكثيرون.
- كان  ستوديو مهيب  بمثابة المدرسة العملية التي استوعبت ودربت أجيال أخرى متلاحقة من الفنانين والفنانات مثل  إقبال محمد فريد  و د. علي سعد مهيب  و طارق رشاد  و ليلى مكين وعبد الناصر أبو بكر وعطيه عادل خيرى وغيرهم.
- قام الفنان على مهيب بتأسس الجمعية المصرية للرسوم المتحركة ” عام 2001 م، وقد ضمت أسماء 15 مؤسساً، وكان أول رئيساً للجمعية.
- عضو لجان المشاهدة والتحكيم في العشر سنوات الأخيرة من حياته بمهرجانات الرسوم المتحركة المصرية الدولية، وقدم عدد من الندوات حول حاضر ومستقبل هذا الفن الجميل.
- حصل على العديد من الميداليات والجوائز والتكريم، وتميز الفنان  على مهيب  بالدقة الشديدة، ودماثة الخلق، والأدب الجم، وطلاقة الحديث، واهتمامه بأبنائه من الفنانين.. لذا ولما سبق عن حياته الرياضية والفنية العطاءة.. أطلق عليه لقب الرائد الأول، والأب الروحي للرسوم المتحركة المصرية . كما أطلق اسمه على أحد شوارع مدينة  السويس  مسقط رأسه.